# Kollur, Guntur
Kollur là một mandal thuộc huyện Guntur, bang Andhra Pradesh, Ấn Độ. The mandal is situated on the banks of Krishna River, bounded by Vemuru, Bhattiprolu and Kollipara mandals.